# QFE

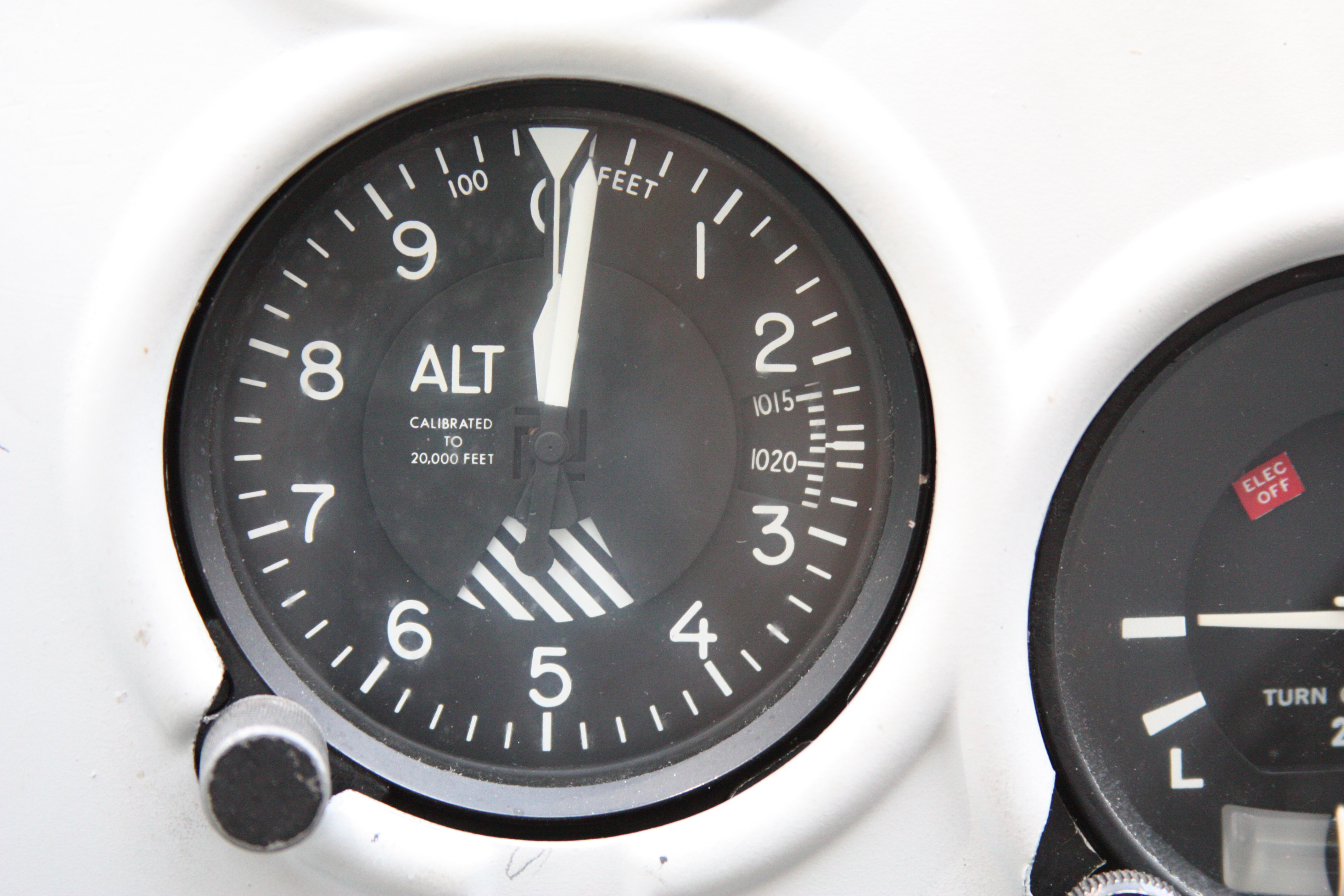
Hoogtemeter die kan worden afgesteld ten opzichte van een bepaald drukvlak, bijvoorbeeld de QFE, in hPa

De QFE is de luchtdruk bij het aardoppervlak op een bepaalde plaats, bijvoorbeeld een vliegveld, uitgedrukt in hectopascal (hPa). De QFE kan worden gebruikt om een hoogtemeter van een luchtvaartuig af te stellen. Een hoogtemeter die is ingesteld op de QFE van een vliegveld geeft de hoogte van het vliegtuig weer ten opzichte van het aardoppervlak bij dat vliegveld. 
De instelling van de hoogtemeter op de QFE waarde geeft een weergave van "0" voet als het vliegtuig op de grond staat. Ter vergelijking: indien de hoogtemeter op de QNH waarde is ingesteld van het vliegveld (en het vliegtuig op de grond staat) geeft de hoogtemeter de elevatie (hoogte ten opzichte van zeeniveau) van dat vliegveld weer. Instelling van de hoogtemeter op "QNH" is de meest gebruikelijke instelling in de luchtvaart).
Een hoogtemeter werkt op basis van de luchtdruk. Hoe lager de druk, hoe groter de hoogte. Vuistregel hiervoor is dat de druk daalt met 1 hPa voor iedere 27 voet toegenomen hoogte. Als de QFE te hoog is ingesteld, dan zal de hoogte ook te hoog worden aangegeven. Is de QFE te laag ingesteld, dan zal de hoogte te laag worden aangegeven. Als de QFE niet bekend is, dan kan op de grond de hoogtemeter worden afgesteld door de weergegeven hoogte in te stellen op 0. De hoogtemeter zal dan in het druk-veld de werkelijke QFE aangeven.
Volgens ICAO document 4444, §4.10, moet standaard gebruik worden gemaakt van 'altitude' (dus QNH) en niet van 'height' (dus QFE). Landen mogen afwijken hiervan, maar moeten dat dan melden aan de ICAO en opnemen in hun AIP. Maar vermeldt een land hier niets over, dan geldt dus onder de overgangshoogte het verplichte gebruik van de QNH. Een uitzondering hierop is de eindnadering, die kan worden uitgevoerd met gebruik van de QFE, waardoor de hoogtemeter de ware hoogte boven de baan(drempel) weergeeft.